# Kot Addu
Kot Addu é uma cidade do Paquistão localizada na província de Punjab.